# Christopher Longuet-Higgins
Hugh Christopher Longuet-Higgins (* 11. April 1923 im Pfarrbezirk Lenham in Kent; † 27. März 2004) war ein britischer theoretischer Chemiker und Physiker. Er leistete wichtige Beiträge zur Quantenchemie und befasste sich später mit Kognitionswissenschaften.
Longuet-Higgins wurde als zweites von drei Kindern eines Pfarrers geboren, besuchte ab 1932 mit einem Stipendium das Winchester College und ab 1941 ebenfalls mit einem gewonnenen Stipendium das Balliol College der Universität Oxford. Dabei fiel sowohl sein Talent in Mathematik als auch in Musik auf, und er nahm neben seinem Chemie-Studium auch an den Prüfungen in Musik teil und studierte Orgel am Balliol College. Noch als Vordiplom-Student gelang ihm ein großer Wurf, indem er die korrekte Struktur von Diboran aufklärte, und dabei vom Erklärungsmodell des damals führenden theoretischen Chemikers Linus Pauling abwich. Nach seiner Promotion bei Charles Coulson 1948 in Oxford war er 1948–49 als Post-Doc bei Robert Mulliken an der University of Chicago und der University of Manchester. 1952 wurde er Professor für theoretische Physik am Kings College in London und 1954 Professor für theoretische Chemie und Fellow am Corpus Christi College in Cambridge. In den 1960er Jahren wechselte er sein Arbeitsgebiet und widmete sich der Erforschung des Gehirns, von Wahrnehmungsvorgängen und Künstlicher Intelligenz, ein Feld wofür er 1973 den Begriff „cognitive science“ (Kognitionswissenschaft) prägte. 1967 war er mit Donald Michie und Richard Gregory Gründer des  „Department for Machine Intelligence and Perception“ der Universität Edinburgh. Nach Auseinandersetzungen innerhalb des Instituts über künftige Forschungsrichtungen, zu einer Zeit als der Bericht von Michael James Lighthill über die Forschung zur Künstlichen Intelligenz in Großbritannien sehr ungünstig ausfiel, ging er 1974 an die Abteilung für Experimentelle Psychology der University of Sussex, wo er zuletzt Professor Emeritus war.
1947 entwickelte er die Molekülorbitaltheorie konjugierter (und aromatischer) organischer Verbindungen. Er entwickelte auch eine thermodynamische Theorie von Mischungen, die er dann auf Polymerlösungen erweiterte. In den Kognitionswissenschaften untersuchte er mit seinen Schülern unter anderem Algorithmen zur Rekonstruktion dreidimensionaler visueller Wahrnehmung aus den zweidimensionalen Projektionen (siehe Epipolargeometrie), Mechanismen der Sprachverarbeitung und der Musikwahrnehmung. Zuletzt arbeitete er an der automatischen Erzeugung musikalisch klingender Werke aus Partituren.
Longuet-Higgins war Fellow der Royal Society, der Royal Society of Edinburgh und Fellow der Royal Society of Arts sowie der International Academy of Quantum Molecular Science. Er war fünffacher Ehrendoktor (Bristol, Essex, York, Sussex), Ehrenfellow des Wolfson College in Cambridge und des Balliol College in Oxford und Mitglied der National Academy of Sciences der USA und der American Academy of Arts and Sciences (1961). 1979 bis 1984 war er ein Governor der BBC.
Sein jüngerer Bruder Michael Longuet-Higgins (1925–2016) war Mathematiker, Ozeanograph und Geophysiker und Professor für Hydrodynamik an der University of California, San Diego.

## Schriften
- The Nature of Mind, The Development of Mind, Gifford Lectures, Edinburgh 1972/3
- Mental Processes: Studies in Cognitive Science, M.I.T. Press 1987.